# Chloroclystis laticostata
Chloroclystis laticostata är en fjärilsart som beskrevs av Walker 1862. Chloroclystis laticostata ingår i släktet Chloroclystis och familjen mätare. Inga underarter finns listade i Catalogue of Life.